# Raoul Lambert
Raoul Lambert (* 22. Oktober 1944 in Steenbrügge (Brügge)) ist ein ehemaliger belgischer Fußballspieler.

## Karriere

### Verein
Lambert debütierte mit 17 Jahren am 9. September 1962 für den FC Brügge, bei dem er bis 1980 seine gesamte Profikarriere verbrachte. In dieser Zeit wurde er fünfmal belgischer Meister und dreimal Pokalsieger. In der Saison 1971/72 wurde er Torschützenkönig der belgischen Meisterschaft. Insgesamt absolvierte er 373 Ligaspiele für Brügge, in denen er 216 Tore erzielte.
1976 stand er mit dem FC Brügge im Finale des UEFA-Pokals. In beiden Spielen gegen den FC Liverpool (2:3, 1:1) erzielte er jeweils die zwischenzeitliche 1:0-Führung.

### Nationalmannschaft
Zwischen 1966 und 1977 bestritt Lambert 33 Länderspiele für die belgische Nationalmannschaft, in denen er 18 Tore erzielte.
1970 stand er im Aufgebot für die Weltmeisterschaft in Mexiko, bei der er in den Vorrundenspielen gegen El Salvador (3:0) und gegen die Sowjetunion (1:4)  zum Einsatz kam. In beiden Partien erzielte er jeweils einen Treffer.
Bei der Europameisterschaft 1972 im eigenen Land erzielte er beim 2:1-Sieg der Belgier im Spiel um Platz 3 gegen Ungarn den Führungstreffer.

## Erfolge
- 5 × Belgischer Meister (1973, 1976–1978, 1980)
- 3 × Belgischer Pokalsieger (1968, 1970, 1977)
- Torschützenkönig der belgischen Liga 1972